# Dumbrăvița (Timiș)
Pour les articles homonymes, voir Dumbravița.
Dumbrăvița (en hongrois : Újszentes, en allemand : Neusentesch) est une commune du județ de Timiș en Roumanie.